# اعدام
اِعدام گونه‌ای کیفر و مجازات و به‌عبارتی دیگر بالاترین مجازات برای محکوم است. این کیفر یکی از موردهای پیش‌بینی‌شده در قانون برخی کشورهاست که در آن به حکم قانون و بر اساس حکم دادگاه عمومی، جنایی و نظامی زندگی یک انسان سلب می‌شود. حدود ۷۵ درصد از کل اعدام‌های ثبت‌شدهٔ جهان در سال ۲۰۲۳ توسط جمهوری اسلامی در ایران انجام شده است. پس از آن، چین در رتبهٔ دوم بیشترین اعدام‌ها قرار دارد.
جرایمی. که مجازات آنها اعدام است به‌عنوان جرایم اعدام، یا جنایات بزرگ شناخته می‌شوند، و بسته به قوانین و نظام سیاسی کشورها متفاوت است. اما معمولاً شامل جرائم سنگین هستند مانند قتل، کشتار جمعی موارد شدید تجاوز جنسی، سوءاستفاده جنسی از کودکان، تروریسم، خیانت، جاسوسی، نسل‌کشی و جنایات جنگی و در بعضی از کشورها ممکن است برای مواردی همچون هم‌جنس‌گرایی، قاچاق موادمخدر، آدم‌ربایی و راهزنی حکم اعدام صادر شود.

## تاریخچه

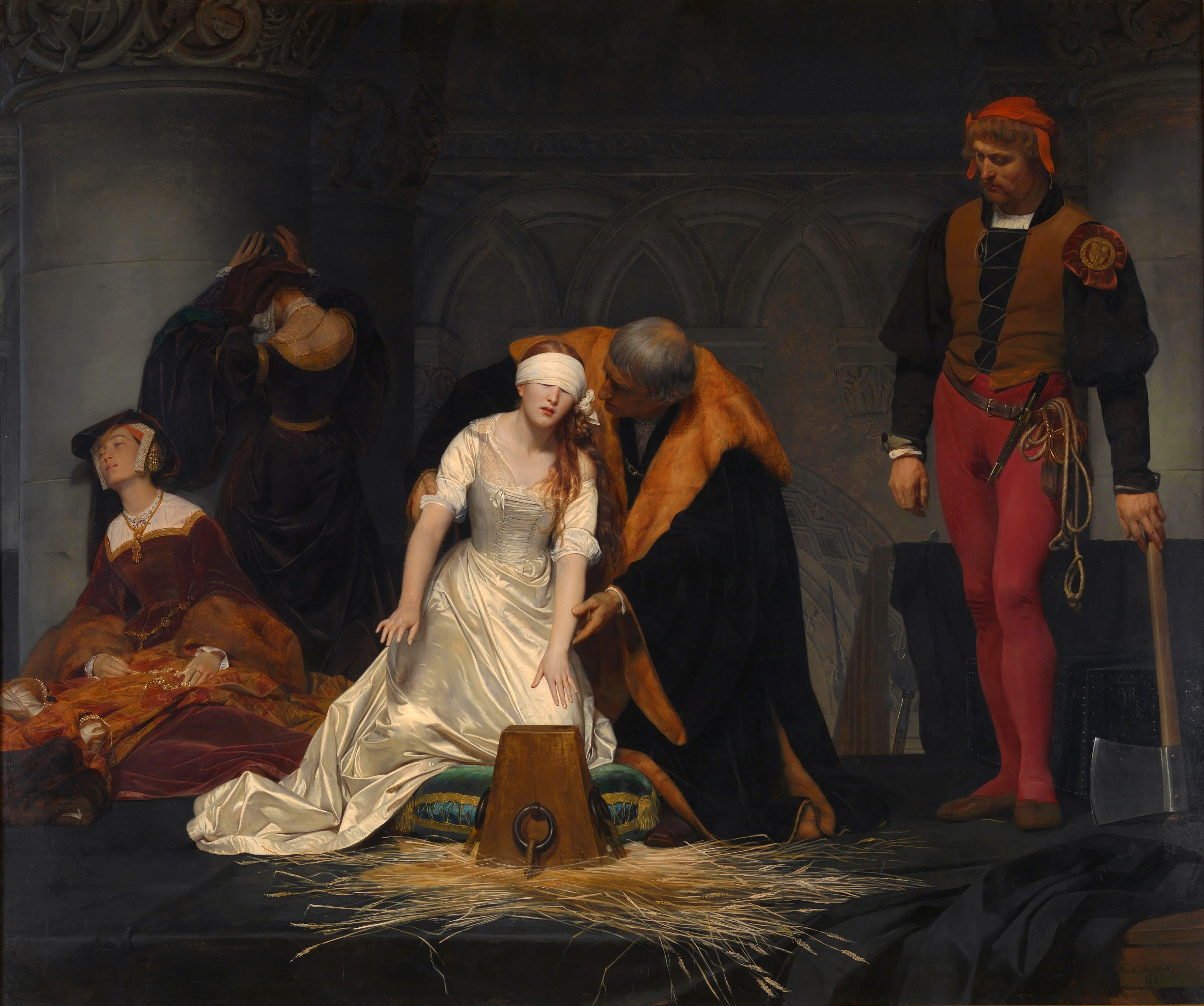
اعدام جین گری اثر پل دلاروش

اعدام که در تاریخ حقوق کیفری سنگین‌ترین مجازات بشری به‌شمار می‌رود از دیرباز در جوامع و ملت‌ها جهت برخورد با ناقضان قانون خود وجود داشته است. نخستین سند تدوین‌شدهٔ رسمیِ به‌جامانده به ۱۸ سده پیش از میلاد مسیح و حکومت حمورابی، شاه بابل، بازمی‌گردد که در آن مجازات ۲۵ جنایت، اعدام پیش‌بینی شده است.
در یونان باستان نیز از مجازات اعدام جهت مجازات جرائمی چون آدمکشی، خیانت و تجاوز و تحت قوانین دراکو به‌طور گسترده استفاده می‌شد، اگر چه افلاطون معتقد بود اعدام تنها باید در مواردی اعمال شود که مجرم اصلاح‌ناپذیر است.
از آن زمان تا کنون انواع روش‌های مجازات اعدام در سراسر جهان شامل مصلوب کردن، غرق کردن، ضرب‌وجرحِ منجر به مرگ، سنگسار، سوزاندن در آتش، چهارمیل کردن، دار زدن، تیرباران، صندلی الکتریکی و تزریق کشنده و اتاق گاز جهت مجازات مجرمان به کار می‌رود.

## اعدام در کشورهای مختلف

راهنما
مجازات اعدام برای همهٔ جرائم منسوخ شده است. ۱۰۸ کشور (۵۳٪)
مجازات اعدام منسوخ شده است به جز برای جرائمی که در شرایط خاصی همچون زمان جنگ صورت گرفته‌اند. ۷ کشور (۳٪)
عدم اجرای حکم اعدام در عمل (طی ۱۰ سال اخیر حکم اعدامی اجرا نشده) ۴۷ (۲۶٪)
قانونی بودن اعدام - ۳۶ (۱۸٪)

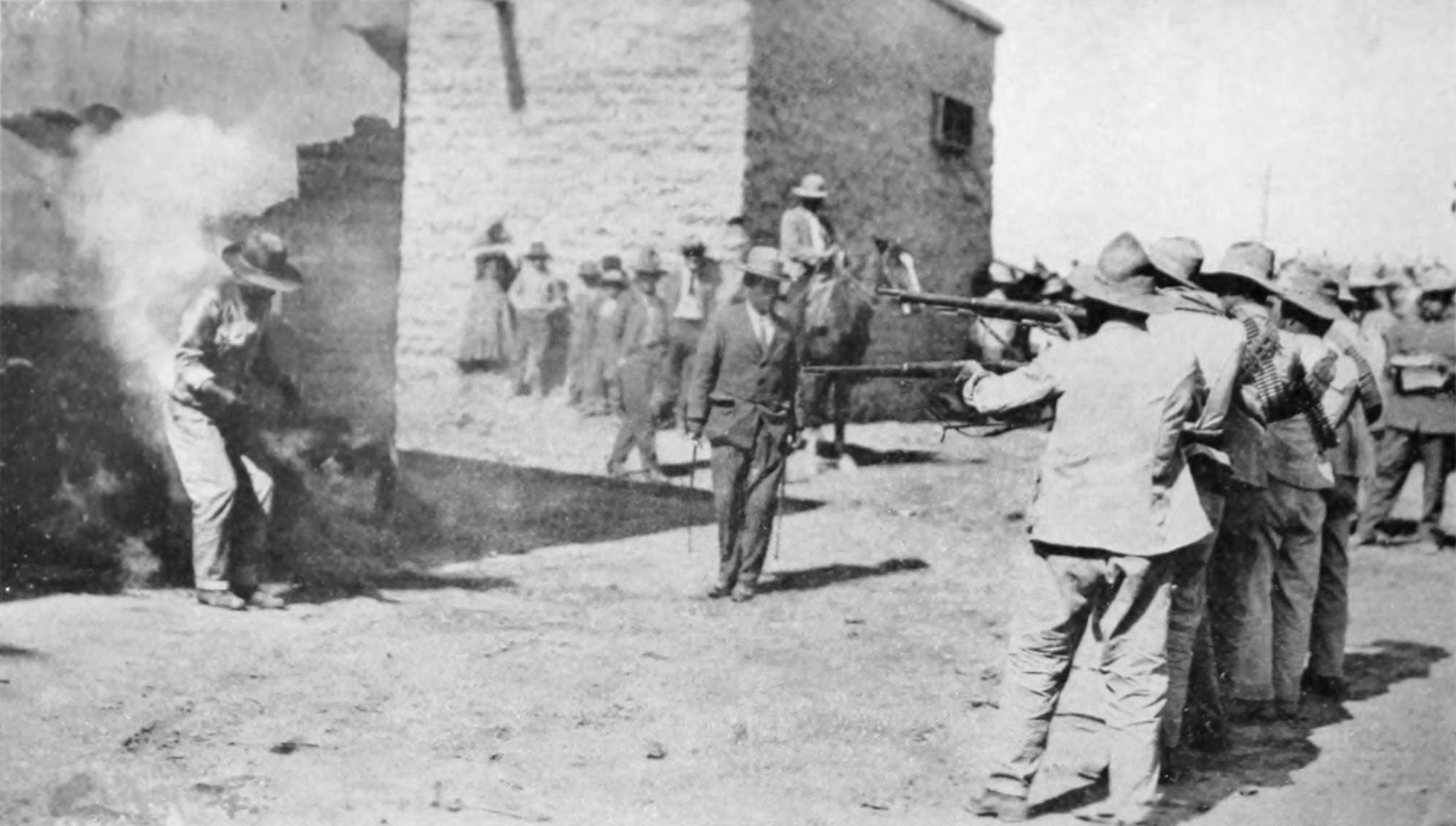
عکسی از اعدام با تیرباران در ۱۹۱۴ در مکزیک

در گذشته اعدام در کشورهای بسیاری از جهان انجام می‌شد. امروزه اما شمار بسیاری از کشورها این روش مجازات را برچیده‌اند یا کمتر آن را به اجرا درمی‌آورند. اعتراض‌ها و فشار افکار عمومی و سازمان‌های مدافع حقوق بشر در کاهش صدور مجازات اعدام یا کنار گذاشتن آن دخیل بوده‌اند. بعضی کشورهای جهان از راه برگزاری همه‌پرسی، اعدام را از قوانین قضایی خود برداشته‌اند.

شیوهٔ انجام یا عدم انجام مجازات اعدام در کشورها معمولاً به چهار دسته تقسیم می‌شود. تا ماه مارس سال ۲۰۱۵، از ۱۹۵ کشورهای مستقل که عضو یا ناظر سازمان ملل متحد بوده‌اند:
۱. در ۱۰۳ کشور (۵۳٪) مجازات اعدام وجود ندارد.
۲. در ۶ کشور (۳٪) مجازات اعدام به جز برای جرائم در شرایط ویژه (مانند زمان جنگ) منسوخ شده است.
۳. در ۵۰ کشور (۲۶٪) مجازات اعدام علی‌رغم وجود قانون مورد استفاده قرار نمی‌گیرد یا متوقف است.
۴. در ۳۶ کشور (۱۸٪) مجازات اعدام قانونی است و انجام می‌شود.
در میان کشورهای اصلی شرکت‌کننده در جنگ جهانی دوم، تنها ایالات متحده، ژاپن و تایوان اجرای اعدام ادامه داده‌اند. در برخی کشورهای پیروز در جنگ فقط در موارد خاص و جرم‌های بسیار سازمان‌یافته و تهدیدات ملی مثل تروریسم افراطی، حکم اعدام صادر می‌شود.
کشورهایی که اعدام در آن‌ها انجام می‌شود عموماً شامل کشورهای اسلامی و کشورهایی از قاره آسیا، آفریقا و حوزهٔ کارائیب هستند. کشور بلاروس نیز تنها کشور اروپایی است که حکم اعدام همچنان در آن صادر می‌شود. تا ژانویهٔ ۲۰۲۱ کشور قزاقستان آخرین کشوری است که مجازات اعدام را متوقف و غیرقانونی اعلام کرده است.
ایالات متحدهٔ آمریکا
آمریکا در حال حاضر تنها کشور غربی است که مجازات اعدام در آن انجام می‌گیرد (در ۳۱ ایالت). از سال ۱۹۷۶ تا کنون حدود ۱۴۰۰ نفر در این کشور اعدام شده‌اند. طبق بررسی موسسهٔ گالوپ در سال ۲۰۱۶ حدود ۶۰ درصد از مردم آمریکا موافق اجرای مجازات اعدام هستند. این آمار از سال ۲۰۰۰ تا کنون همواره در حال کاهش بوده است.
ژاپن
در آغاز سال ۲۰۱۳ میلادی، شمار ۱۳۰ نفر در ژاپن در فهرست اعدام بودند. ژاپن این افراد را در گروه‌های چندنفره اعدام می‌کند و اجرای این مجازات در میان بیش از ۸۰ درصد مردم آن کشور هوادار دارد.
پرتغال
مجازات اعدام در پرتغال در سال ۱۸۶۷ لغو شده است. حکم اعدام تا سال ۱۹۷۶ و تنها در زمان جنگ و در موارد معدود در پرتغال می‌توانست صادر شود. مجازات اعدام در دوران خودکامگی آنتونیو ده الیویرا سالازار (۱۹۲۶–۱۹۷۴) هرگز اجرا نشده است.

## شمار اعدام‌ها در کشورهای مختلف
براساس گزارش سازمان عفو بین‌الملل، ۲۳ کشور در سال ۲۰۱۶ مجازات اعدام را اجرا کرده‌اند. بعضی کشورها مانند چین و کرهٔ شمالی نیز اطلاعات معتبری از شمار اعدام‌ها منتشر نمی‌کنند.
| کشور          | تعداد کل (۲۰۱۸) | تعداد کل (۲۰۲۰) | تعداد کل (۲۰۲۱) | تعداد کل (۲۰۲۲) |
| ------------- | --------------- | --------------- | --------------- | --------------- |
| ایران         | ۲۵۳+            | ۵۹۶             | ۳۱۴             | ۵۸۲             |
| عربستان سعودی | ۱۴۹             | ۱۴۶             | ۶۵              |                 |
| ویتنام        | ۸۵+             | نامشخص          |                 |                 |
| چین           | +۱۰۰۰           | نامشخص          |                 |                 |
| عراق          | ۵۲+             | ۴               |                 |                 |
| مصر           | ۴۳+             | ۱۳              | ۸۳              |                 |
| آمریکا        | ۲۵              | ۱۸              |                 |                 |
| ژاپن          | ۱۵              | ۱               |                 |                 |
| پاکستان       | ۱۴+             |                 |                 |                 |
| سنگاپور       | ۱۳              | ۱۱              |                 |                 |
| سومالی        | ۱۳              | ۱۹              | ۲۱              |                 |
| سودان جنوبی   | ۷+              |                 |                 |                 |
| بلاروس        | ۴+              |                 |                 |                 |
| یمن           | ۴+              | ۱               |                 |                 |
| کویت          | -               | ۷               |                 |                 |
| بنگلادش       | -               | ۴               |                 |                 |
| فلسطین        | -               | ۵               |                 |                 |
| افغانستان     | ۳               |                 |                 |                 |
| بوتسوانا      | ۲               |                 |                 |                 |
| سودان         | ۲               |                 |                 |                 |
| تایوان        | ۱               |                 |                 |                 |
| تایلند        | ۱               |                 |                 |                 |
| کره شمالی     | نامشخص          |                 |                 |                 |

## اعدام در ایران

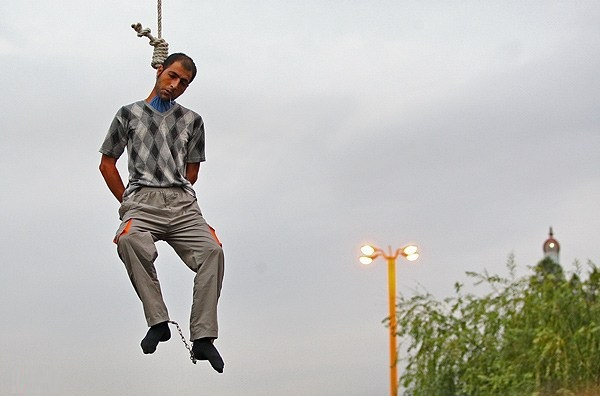
اعدام در ملاءعام به جرم تجاوز جنسی در قرچک، ورامین

اعدام در ایران قانونی است. جرائمی که در قوانین ایران برای آن‌ها اعدام پیش‌بینی شده شامل بعضی جرائم سیاسی، قتل، تجاوز، آزار جنسی کودکان، لواط، مساحقه (در صورت تکرار عمل)، قاچاق مواد مخدر، آدم‌ربایی، هواپیماربایی، سب‌النبی و محاربه می‌شوند. به موجب مسائل شرعی، اغلب اعدام‌ها مابین اذان صبح و طلوع آفتاب انجام می‌شود.
بنا بر گزارش احمد شهید، گزارشگر ویژه سازمان ملل در امور حقوق بشر ایران، از اول ژوئیهٔ ۲۰۱۳ تا آخر ژوئن ۲۰۱۴ (۱۰ تیر ۱۳۹۲ تا ۹ تیر ۱۳۹۳)، شمار اعدام‌شدگان در ایران به رقم کم‌سابقهٔ ۸۵۲ نفر رسیده است. آقای شهید، در ششمین گزارش خود از وضعیت حقوق بشر در ایران، که برای بررسی در نشست اکتبر مجمع عمومی سازمان ملل متحد تهیه شده، تصریح کرده که در شش‌ماههٔ نخست سال ۲۰۱۴ (۱۱ دی ۱۳۹۲ تا ۹ تیر ۱۳۹۳) ۴۱۱ نفر اعدام شده‌اند که ۸ نفر آن‌ها هنگام ارتکاب جرم کمتر از ۱۸ سال سن داشته‌اند.
این شمار اعدام در سال ۲۰۱۴ در حالی صورت گرفته که روند صدور احکام اعدام در ایران در یک دههٔ گذشته، رو به افزایش بوده و از ۹۹ مورد در سال ۲۰۰۴، به ۶۸۷ مورد در سال ۲۰۱۳ رسیده است.
بنا بر گزارش سازمان عفو بین‌الملل ایران در سال ۲۰۱۴ میلادی در اجرای حکم اعدام پیشتاز بود. بر اساس این گزارش بیشترین حکم اعدام در جهان در این سال در ایران اجرا شده است.
بنا بر گزارش حقوق بشر ایران در سال ۲۰۲۳ حداقل ۸۳۴ نفر اعدام شده‌اند. در پی اعتراضات گستردهٔ زن زندگی آزادی پس از مرگ ژینا مهسا امینی اعدام‌های زندانیان سیاسی و غیر سیاسی در ایران سرعت گرفته‌اند.

## مخالفان و منتقدان اعدام

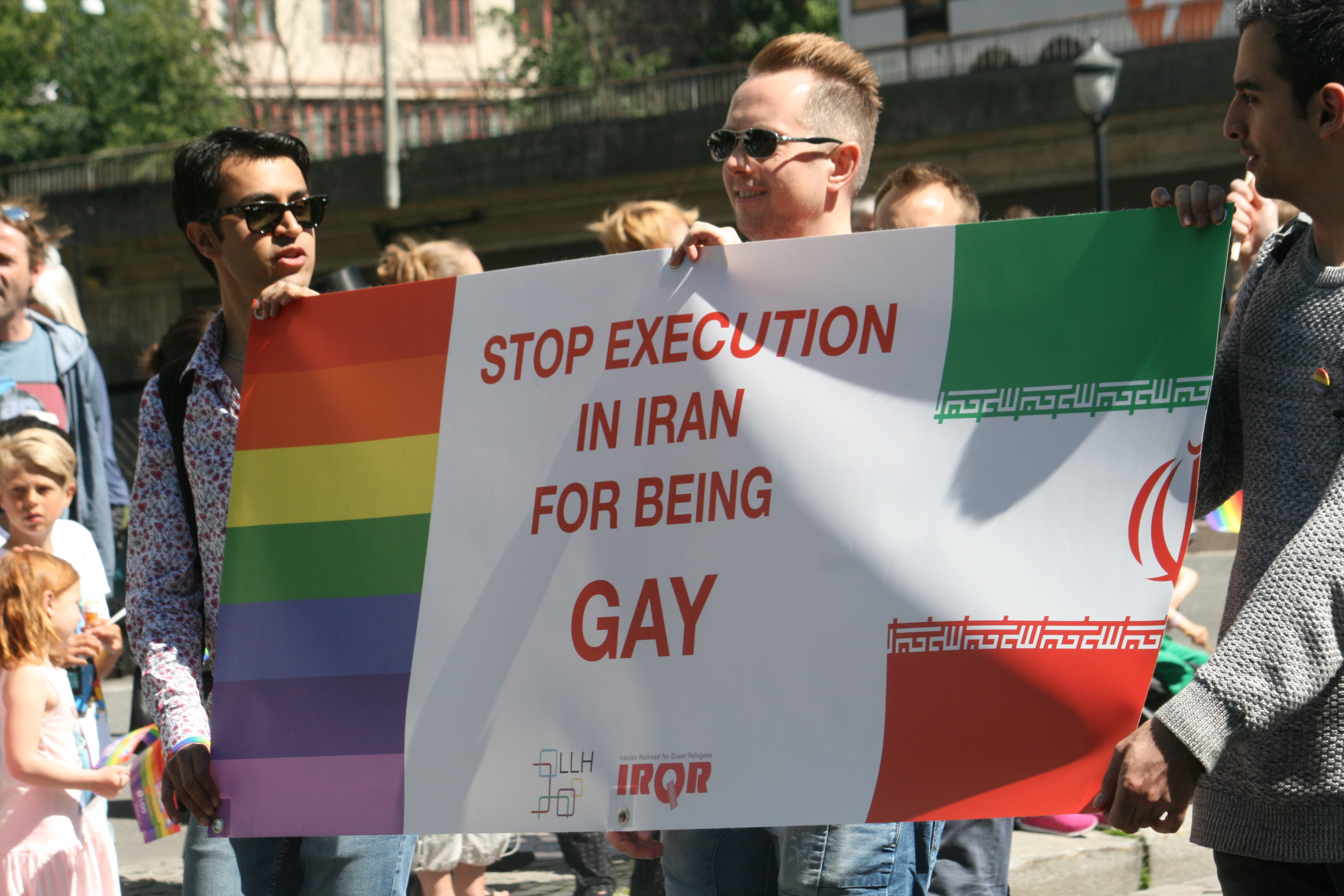
اعدام برای همجنس‌گرا بودن در ایران را متوقف کنید.

دهم اکتبر روز جهانی مبارزه برای لغو اعدام است. مخالفان اعدام این مجازات را غیرانسانی می‌دانند و به دلیل بازگشت‌ناپذیری آن منتقد آن هستند. همچنین منتقدان معتقدند مجازات اعدام اثر بازدارندگی در برابر جرم ندارد، به‌طور ناعادلانه‌ای در برابر اقلیت‌ها و فقرا تبعیض‌آمیز است و فرهنگ خشونت را ترویج می‌کند. بسیاری از مؤسسات جهانی مانند عفو بین‌الملل لغو اعدام را از اهداف اساسی خود می‌دانند.
همچنین گفته می‌شود مجازات قاتل با انجام یک قتل دیگر، یک مجازات منحصربه‌فرد برای یک عمل خشونت‌آمیز است زیرا به‌طور معمول مجازات یک عمل خشونت‌آمیز یک عمل خشونت‌آمیز مشابه نیست (مثلا برای مجازات فرد متجاوز به وی تجاوز نمی‌شود).

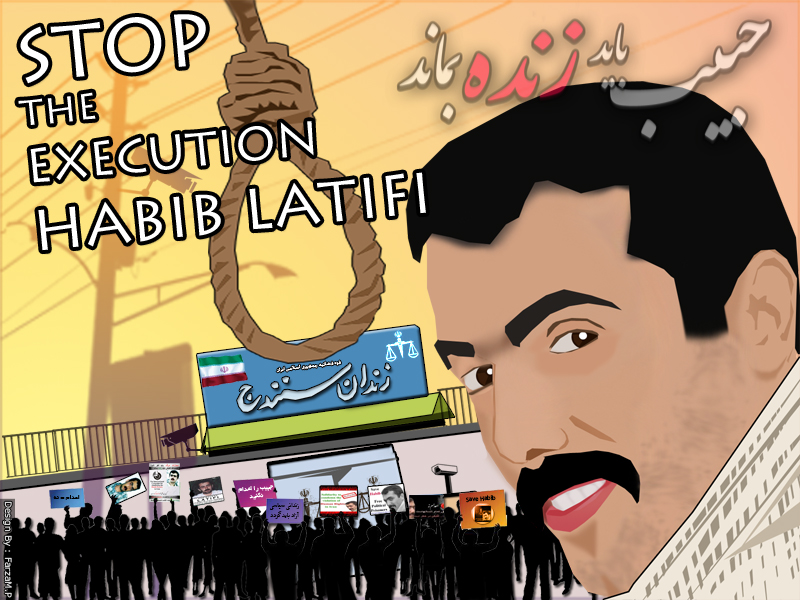
حبیب لطیفی

مجازات اعدام در چندین کشور و ایالت مورد مناقشهٔ فعّال است، و مواضع می‌توانند در یک ایدئولوژی سیاسی یا یک منطقهٔ فرهنگی متفاوت باشند. در اتحادیهٔ اروپا، مادهٔ ۲ منشور حقوق اساسی اتحادیه اروپا استفاده از مجازات اعدام را منع کرده است.شورای اروپا، که ۴۷ کشور عضو دارد، تلاش کرده است تا از طریق پروتکل ۱۳ کنوانسیون اروپایی حقوق بشر استفاده از مجازات اعدام توسط اعضای خود را به‌طور کامل لغو کند، با این حال، این فقط در کشورهای عضو اثرگذار است که آن را امضا و تصویب کرده‌اند، و این شامل ارمنستان، روسیه و آذربایجان نمی‌شود. مجمع عمومی سازمان ملل متحد طی سال‌های ۲۰۰۷ تا ۲۰۱۸ هفت قطعنامه غیرالزام‌آور را که خواستار توقف جهانی اعدام‌ها شده‌اند، با توجه به لغو نهایی تصویب کرده است.
استدلال دیگر در مخالفت با اعدام این است که مجازات اعدام ممکن است به کشتن اشتباهی افراد بی‌گناه و بی‌عدالتی منجر شود. قربانیان بی‌گناه زیادی تا کنون اعدام شده‌اند. در سال ۲۰۱۷، ۱۵۹ زندانی منتظر اعدام بر اثر پیدا شدن مدرک از مجازات اعدام رهانیده‌شدند که این مطلب نشان‌دهندهٔ این است که همین زندانیان بی‌گناه ممکن بود اعدام شوند. البته غیرممکن است که بتوان آمار دقیق افراد بی‌گناهی که به اشتباه اعدام شده‌اند را به دست آورد زیرا دادگاه‌ها معمولاً تحقیقات را برای اثبات یا رد بی‌گناهی فردی که دیگر زنده نیست ادامه نمی‌دهند، با این حال تا کنون بی‌گناهی تعداد زیادی از اعدامی‌ها ثابت شده است.

## اعدام از دیدگاه اسلام
قصاص

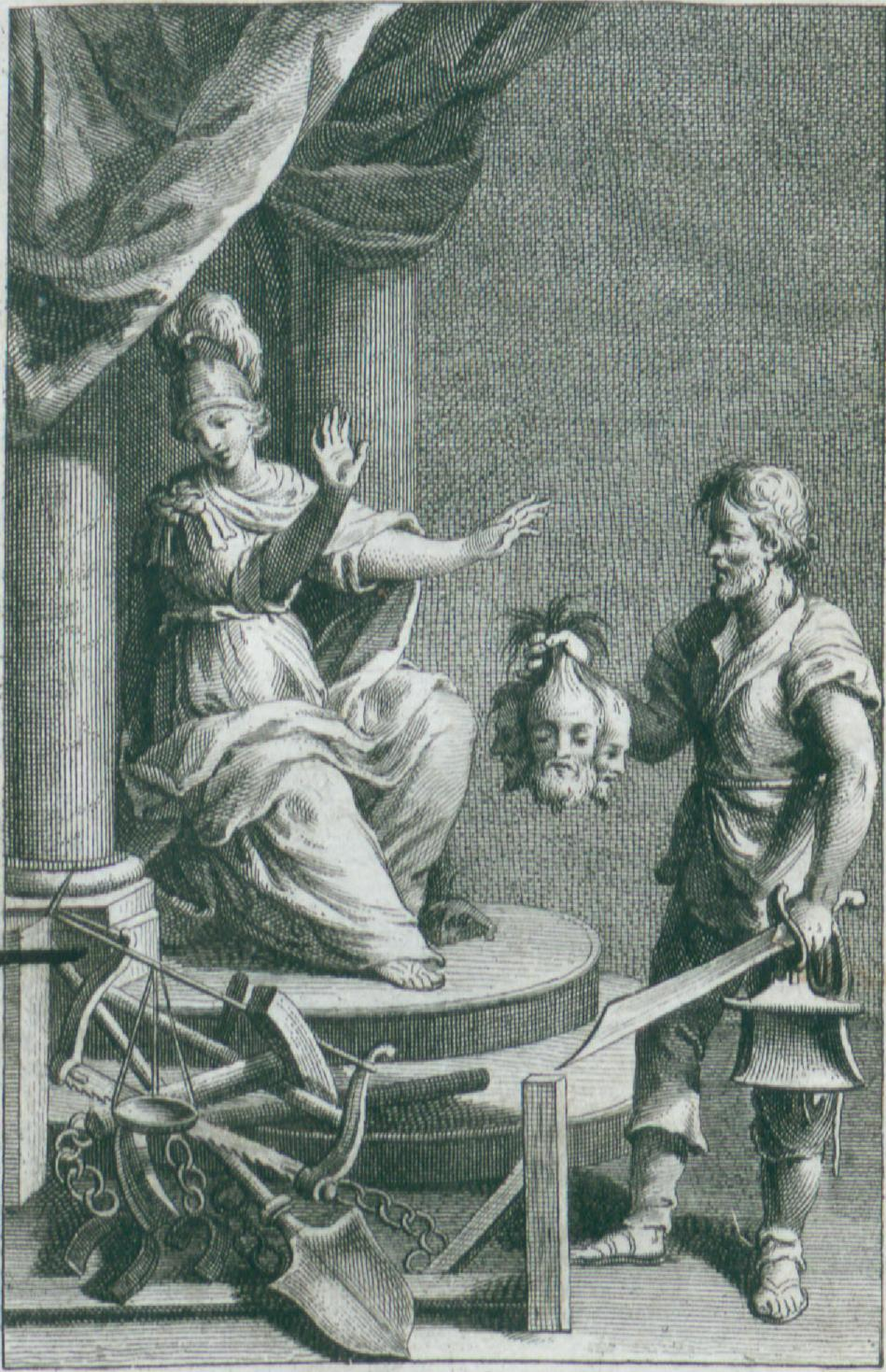
چِزارِه بِکّاریا، جنایت و مکافات

این اعدام در قبال قتل عمد اجرا می‌شود و دارای شرایط خاصی است. حضور شاکی خصوصی و اجازهٔ ولیّ فقیه و دیگر عوامل در آن مؤثر است.
حدّ
با توجه به تعاریف فقها از حد، اعدام حدّی مجازات مرگی است که از طرف شارع معیّن شده و نمی‌توان آن را به کمتر از مرگ تقلیل داد. اعدام حدّی دارای انواع مختلفی از جمله زنا (زنای محصنه یا با محارم یا به عنف یا غیرمسلمان با زن مسلمان) و لواط و جرایم علیه دین و امنیت اجتماعی شامل محاربه و ارتداد است. در قوانین اسلامی تکرار برخی جرائم همچون تکرار سه بار زنا یا تکرار شرب خمر می‌تواند باعث صدور حکم اعدام شود. در اسلام اعدام تعزیر مجازات مرگی است که از سوی حاکم معیّن می‌شود.

## انواع اعدام
- دار زدن
- تیرباران
- سوزاندن در آتش
- زنده به گور کردن
- سر بریدن
- سنگسار
- اتاق گاز
- تزریق سم
- خفه کردن
- صندلی الکتریکی
- گیوتین
- شمع آجین